# Teatro Marchionneschi
Il teatro Marchionneschi è un teatro situato a Guardistallo, nella Maremma pisana.
Interessante esempio di teatro realizzato in un piccolo centro e inserito nel suo tessuto urbano, l'edificio si affaccia nella centrale via Palestro con un prospetto a due livelli sormontato da un timpano triangolare. La sua costruzione si deve a Virgilio Marchionneschi e altri possidenti di Guardistallo per sostenere la filarmonica del paese e con lo scopo di favorire l'educazione popolare mediante spettacoli teatrali e musicali.
Grazie anche all'aiuto della Società Filarmonica del paese, il teatro fu inaugurato l'11 agosto 1883 con l'allestimento de La favorita di Donizetti. Intitolato a quel Virgilio Marchionneschi che finanziò personalmente metà delle spese, il teatro fu gestito a lungo dalla Società Filarmonica che, oltre a tenervi i suoi concerti annuali, ospitava le compagnie filodrammatiche locali.
Nel 1920, nel secondo ordine di palchi alla sinistra di quello reale, venne realizzata la cabina di proiezione e iniziò così la sua attività di cinematografo fino al 1962. Allora, anche in conseguenza del grave stato di deterioramento della sua struttura, fu venduto all'amministrazione comunale, che a partire dal 1981 ha avviato un piano di recupero ultimato alla metà degli anni novanta grazie anche ai contributi del Progetto Regionale FIO.
Oggi, con i suoi circa 180 posti, risulta uno spazio teatrale perfettamente funzionante e dotato di tutte le attrezzature tecniche e servizi, confortevole e dotato di un'eccellente acustica. La gestione è stata affidata dal 2022 alla associazione Piccola Parigi . 
Il teatro viene utilizzato per spettacoli di vario genere, prosa e musica, ma anche come sede di convegni e laboratori. 
Un progetto di residenza artistica è stato avviato per le qualità complessive della location. Il teatro è stato infatti utilizzato da Antonio Aiazzi e Gianni Maroccolo per la produzione live del concerto Mephisto Ballad (Contempo 2021). E poi successivamente da Maroccolo per la produzione artistica del cantante Edda . 